# 야구 카드

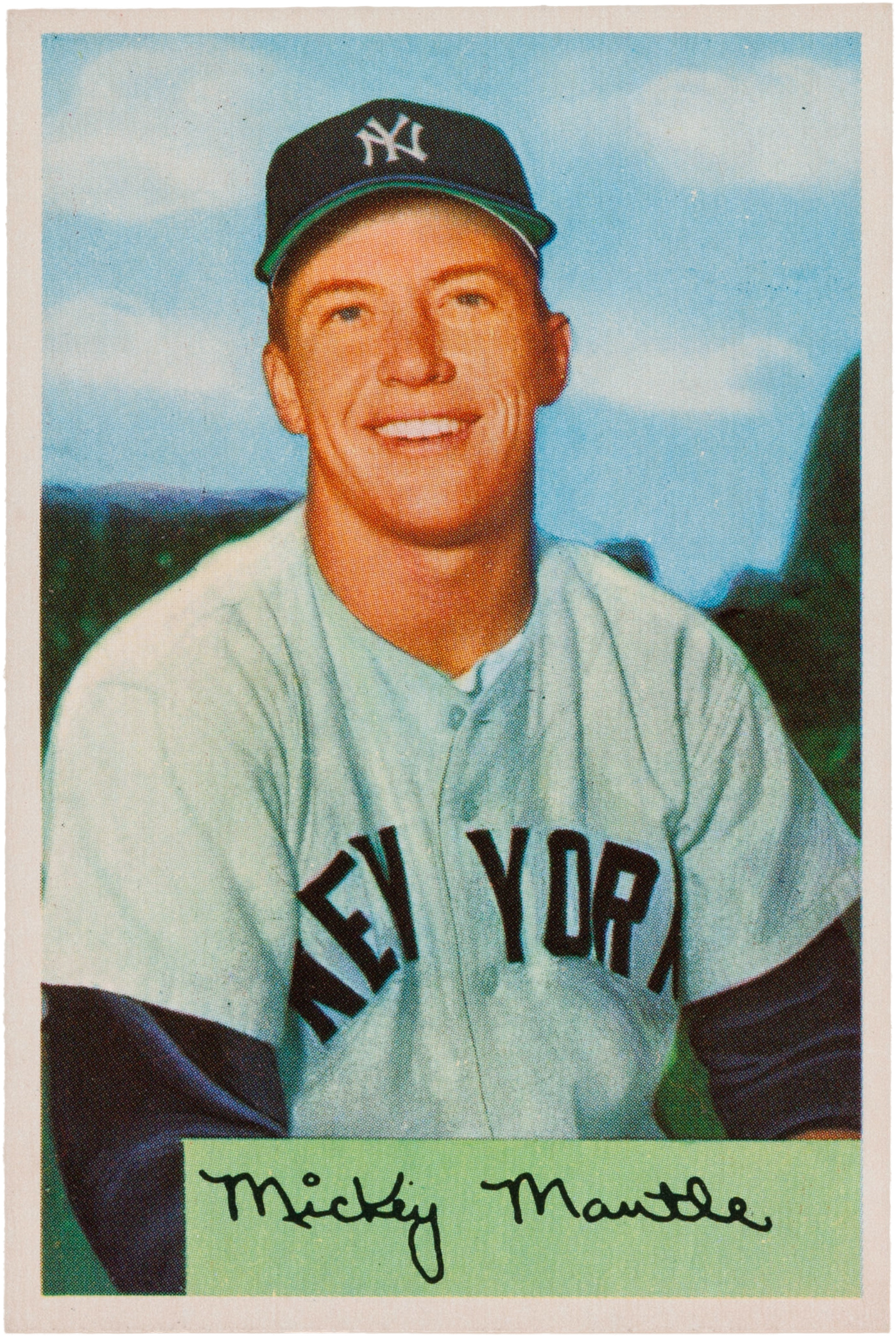
Bowman의 미키 맨틀 카드

야구 카드는 야구와 관련된 트레이딩 카드의 한 종류다. 보통 골판지, 실크, 플라스틱에 인쇄된다. 카드에는 보통 야구 선수, 팀, 경기장, 야구 관련 인물이 그려져 있다. 야구 카드는 미국 본토에서 가장 많지만 푸에르토리코, 캐나다, 쿠바, 일본, 대한민국과 같은 국가에서도 흔히 볼 수 있다. 이 나라에는 최고 수준의 리그가 있고 이를 지지하는 상당한 팬층이 있다.

## 역사
알려진 가장 오래된 카드는 1860년경의 미국의 야구팀 브루클린 애틀랜틱스 카드다. 1950년대 미국에서는 껌 한 개와 몇 개의 카드가 함께 제공되었다.